# Chinesische Birkenmaus
Die Chinesische Birkenmaus (Sicista concolor) ist eine Nagetierart aus der Gattung der Birkenmäuse (Sicista). Sie kommt von der Volksrepublik China bis in das nördliche Indien und Pakistan vor.

## Merkmale
Die Chinesische Birkenmaus erreicht eine Kopf-Rumpf-Länge von 5,1 bis 7,6 Zentimetern und einen Schwanz von 8,6 bis 10,9 Zentimetern Länge bei einem Gewicht von etwa 5 bis 8 Gramm. Die Hinterfußlänge beträgt 17 bis 18 Millimeter, die Ohrlänge etwa 11 bis 14 Millimeter. Das Rückenfell ist dunkel rotbraun, durchsetzt mit schwarzen Haaren. Anders als bei anderen Birkenmäusen besitzt die Art keinen Rückenstreifen entlang der Wirbelsäule. Die Bauchseite ist grau-weiß. Der Schwanz ist lang und entspricht oberseits der Rückenfärbung, die Unterseite ist etwas heller. Die Oberseite der Vorder- und Hinterfüße besitzt einzelne weiße Haare, die Fußsohlen sind nackt. Der Schädel hat eine Gesamtlänge von 19 bis 20 Millimetern. Die oberen Schneidezähne sind orange und gekerbt, die unteren weiß gefärbt.

## Verbreitung
Die Chinesische Birkenmaus kommt von der Volksrepublik China bis in das nördliche Indien und Pakistan vor. In China umfasst das Verbreitungsgebiet Teile der zentralen bis südlichen Provinzen Gansu, den Osten von Qinghai, Shaanxi, Sichuan und Yunnan.

## Lebensweise
Die Chinesische Birkenmaus lebt in gemäßigten Waldrandhabitaten, in Gebüschen und im Grasland in Höhen von 2140 bis 4000 Metern. Die Tiere sind nachtaktiv und ernähren sich vor allem von grünen Pflanzenteilen, Beeren und Samen. Sie bauen ein aus Gräsern gewobenes Nest im Geäst von Büschen oder in Felsspalten. In der kalten Jahreszeit machen sie einen Winterschlaf. Die Kommunikation der Tiere erfolgt über hohe Pfiffe. Die Weibchen werfen wahrscheinlich einmal im Jahr einen Wurf mit etwa drei bis sechs Jungtieren.

## Systematik
Die Chinesische Birkenmaus wird als eigenständige Art innerhalb der Gattung der Birkenmäuse (Sicista) eingeordnet, die aus vierzehn Arten besteht. Die wissenschaftliche Erstbeschreibung stammt von Eugen Büchner aus dem Jahr 1872, der die Art als Sminthus concolor anhand von Individuen aus Gansu beschrieb.

## Status, Bedrohung und Schutz
Die Chinesische Birkenmaus wird von der International Union for Conservation of Nature and Natural Resources (IUCN) als nicht gefährdet (least concern) gelistet. Begründet wird dies durch das vergleichsweise große Verbreitungsgebiet und die angenommen großen und stabilen Bestände.

## Belege
1. 1 2 3 4 5  Andrew T. Smith: Chinese Birch Mouse. In: Andrew T. Smith, Yan Xie: A Guide to the Mammals of China. Princeton University Press, Princeton NJ 2008, ISBN 978-0-691-09984-2, S. 207.
2. 1 2 3  Sicista concolor in der Roten Liste gefährdeter Arten der IUCN 2014.3. Eingestellt von: S. Molur, 2008. Abgerufen am 23. Dezember 2015.
3. ↑  Frederick W. True: On the rodents of the genus Sminthus in Kashmir. In: Proceedings of the United States National Museum. Band 17, Nr. 1004, 1894, S. 351–343, doi:10.5479/si.00963801.1004.351.
4. ↑  Sicista concolor. In: Don E. Wilson, DeeAnn M. Reeder (Hrsg.): Mammal Species of the World. A taxonomic and geographic Reference. 2 Bände. 3. Auflage. Johns Hopkins University Press, Baltimore MD 2005, ISBN 0-8018-8221-4.